# Três Corações (kommun)
Três Corações är en kommun i Brasilien.   Den ligger i delstaten Minas Gerais, i den sydöstra delen av landet, 700 km söder om huvudstaden Brasília. Antalet invånare är 72 796.
Följande samhällen finns i Três Corações:
- Três Corações

Omgivningarna runt Três Corações är huvudsakligen savann. Runt Três Corações är det ganska tätbefolkat, med 83 invånare per kvadratkilometer.